# بهمن رجبی
بهمن رجبی متولد (زادهٔ ۷ اسفند ۱۳۱۸ در رشت)، نوازندهٔ صاحب سبک و مدرس تنبک اهل ایران است.
از آثار شهرت یافتهٔ او در زمینه تکنوازی تنبک می‌توان به قطعهٔ «گفتگوی چپ و راست» اشاره کرد که در کتاب آموزش تنبک وی (جلد ۲) موجود است. از ابداعات او در تکنیک نوازندگی تنبک می‌توان به افزودن ۱۱ نوع ریز اشاره کرد.

## آثار

### تالیفات
- آموزش تنبک جلد اول (شامل دورهٔ ابتدایی و متوسطه). ناشر: انتشارات سرود. تهران.
- آموزش تنبک جلد دوم (شامل دورهٔ عالی و فوق عالی). ناشر: انتشارات سرود. تهران.
- تنبک و نگرشی به ریتم از زوایای مختلف. ناشر: انتشارات سرود. سال انتشار۱۳۵۶. تهران.

### تکنوازی، همنوازی
- نوازندگی تنبک در قطعهٔ سواران دشت امید اثر حسین علیزاده. ناشر: ماهور.
- گفتگوی چپ و راست، با همراهی فربد یدالهی. ناشر: ماهور[۴]
- نوازندگی تمبک در آلبوم در مکتب عشق، به آهنگسازی مازیار شاهی ناشر: آوای چکاد[۵]
- نظم وزن، تکنوازی تنبک بهمن رجبی، ناشر آوای باربد.[۶]
- آوای چکاد، پاسداشت و احترام به نیم قرن تلاش بی‌وقفه معلم هنر تنبک نوازی، بهمن رجبی با همراهی علیرضا جواهری ناشر: آوای چکاد[۷]
- گلچین یک و دو، مجموعه آثاری از استاد رضا شفیعیان برای سنتور، بهمن رجبی با همراهی علیرضا جواهری ناشر: آوای چکاد[۸]

### شعر
بهمن رجبی اشعاری نیز به طنز می‌سراید که از جمله آن‌ها می‌توان از «صدای پای دمبک» نام برد که اشاره‌ای دارد به صدای پای آب سهراب سپهری.